# 绿色消费
绿色消费是一种以“绿色、自然、和谐、健康”为宗旨，有益于人类健康和自然环境的消费方式。2001年，中国消费者协会公布年度消费主题“绿色消费”的同时，也确定了绿色消费的三种含义：一是倡导消费者在消费时选择未被污染或有助公共健康的绿色產品；二是在消费过程中注重对垃圾的处置，不造成环境污染；三是引导消费者转变消费观念，崇尚自然、追求健康，在追求生活舒适的同时，注重环保节约资源和能源，实现可持续发展。
绿色消费又称“可持续消费”，是从满足生态需要出发，以有益健康和保護生態環境為基本内涵，符合人的健康和环境保护标准的各种消费行为和消费方式的统称。 ... 绿色消费是一种以适度节制消费，避免或减少对环境的破坏，崇尚自然和保护生态等为特征的新型消费行为和过程。

## 绿色消费者的心理特征
绿色消费者的消费方式是一种超越自我的高层次的消费需要，这种消费方式不仅仅考虑自身的短期利益，更注重人类社会的长远发展。一般而言，绿色消费者在进行消费时，应该有以下原则：
- 经济实惠原则。例如一些国家倡导人们使用小排量汽车，大排放量汽车要征收高额消费税。
- 生态效益原则。例如中国的哈尔滨市已经从以往用自然资源换收益的陈旧观念中走出来，开始用生态资源效益的理念赚钱。从前生态环境恶劣的天恒山，经过治理，已经开始申报地质公园。
- 平等和人道原则。例如不严重剥削劳工，不进行非道德推销，不进行非道德动物实验。
- 减量原则。只尽量从源头减少进入生产和消费流程的物质流和能源流。学会以尽可能少的资源生产需要的产品，在源头预防废弃物的产生，而不是在其产生后加以治理。
- 再利用资源。只通过把废弃物变成二次资源以减少最终处理量并减少一次资源的消耗量。生产者，尽量利用二次资源代替自然资源，消费者应该购买最大比例的二次资源制成的产品。
- 循环利用原则。指人们应该尽可能多次并以多种方式使用自然资源的产品，通过再利用，防止物品过早成为垃圾，延长产品的使用寿命。[2]

## 各国实施情况

### 中国大陆
中国大陆官方鼓励人们进行绿色消费，呈现出社会各界共同参与的风貌。一些城市发放绿色消费券来引导居民进行绿色消费，官媒也会报道普通人的绿色消费故事来引领整个社会风气。2019年，仅京东平台上的“绿色消费”商品的种类就已经超过1亿种，销售数量的增速更是超出京东全站18%，并在不断向低线市场渗透。
绿色消费与官方提出的绿色发展挂钩，官媒人民网认为绿色消费是中国共产党提出的绿色发展的重要组成部分，其核心是消费者选择绿色产品或服务；又称使用高污染高排放的汽车、没有合理回收措施的一次性用品、不自觉实行垃圾分类、浪费能源资源等各种不良消费行为是陋习。2017年，中共中央总书记习近平在中共中央政治局第四十一次集体学习上明确提出“倡导推广绿色消费”。而早在2013年刚担任中共最高领导人不久，习近平就针对“舌尖上的浪费”现象作出批示，提出“浪费之风务必狠刹”，要求大力弘扬中华民族勤俭节约的传统美德。

### 美国
美国注重通过科技来进行绿色发展，从而推动绿色消费。以ESCO为例，作为全世界ESCO（节能服务产业)最发达的国家，联邦政府和各州政府都十分支持ESCO的发展。ESCO生产出的产品物美价廉，更能赢得消费者的青睐，从而推动绿色消费。2021年4月22日至23日，美国总统拜登主导举行了为期两天的线上全球气候峰会，承诺在2030年以前大幅度减少美国的碳排放量，并且在2024年以前增加资助发展中国家的年度气候变化款项。美国为了兑现承诺，加大了对ESCO的资金和技术支持。